# Münchwilen (Turgovia)
Münchwilen es una comuna suiza del cantón de Turgovia, capital del distrito de Münchwilen. Limita al oeste y noroeste con la comuna de Wängi, al noreste Bettwiesen, al sur con Bronschhofen (SG) y Wil (SG), y al sur con Sirnach y Eschlikon.

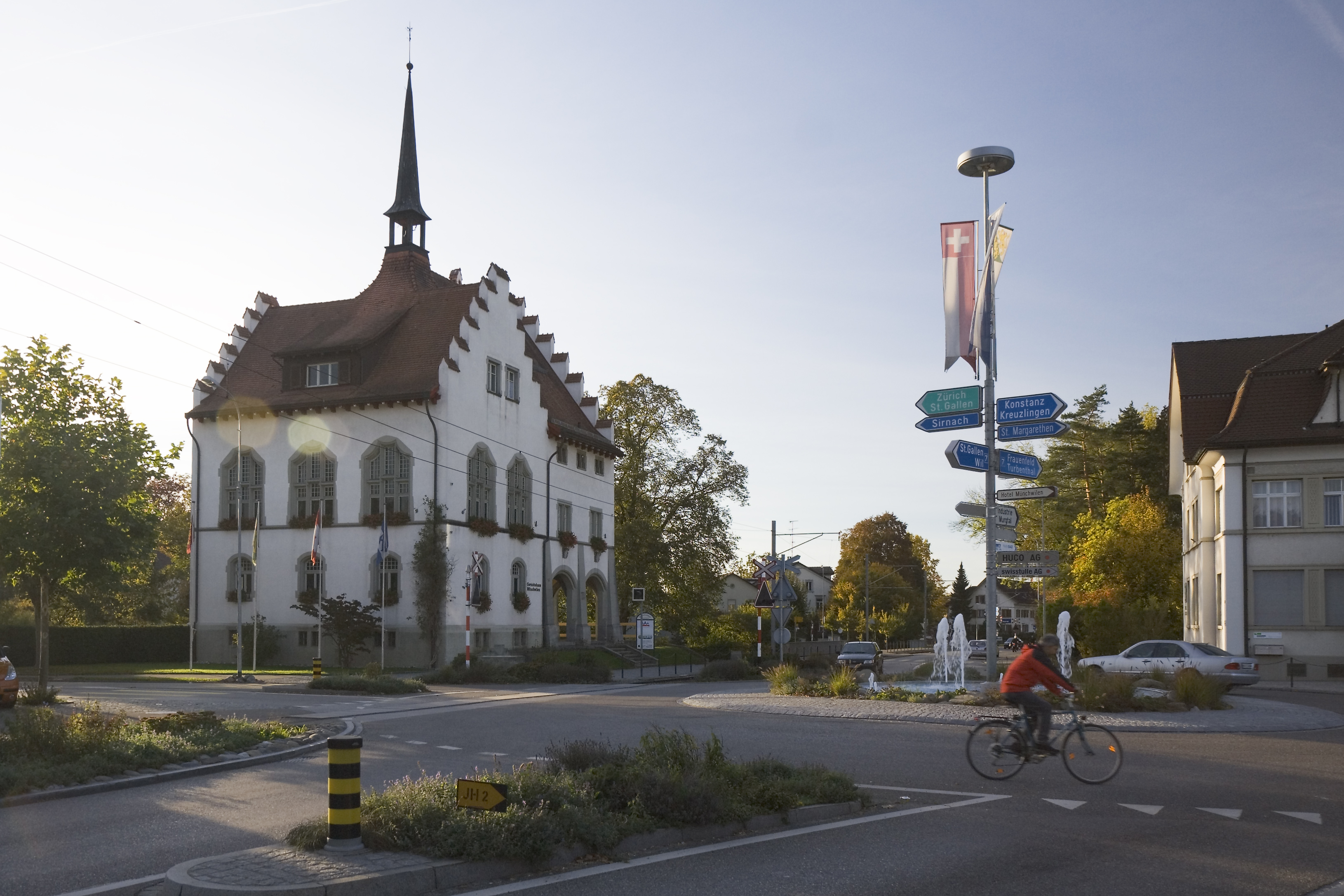
Edificio del tribunal.